# هاومال
الهاوَمال أو هاوَمال من اللغة النوردية القديمة ([‎ˈhɒːwaˌmɒːl‏] بالآيسلندية Hávamál) هي قصيدة طويلة من السِفر الآيسلندي كتاب الملك، وهو مجموعة من القصائد النوردية القديمة من عصر الفايكنج. قصيدة الهاومال ذاتها تتألّف من قصائد عدة تتناول الحِكَم والأمثال والمواعظ للبشر والسلوك اللائق. تُعزى القصيدة بكافة أبياتها إلى كبير الآلهة النوردية، أودن، وهو الذي يَنسب إليه الفايكنج مؤلفات أسطورية عديدة سواء بشكل صريح، أي من المؤكد أنها له، أو بالتقدير، أي كتابات تنسب إليه دون تأكيد.

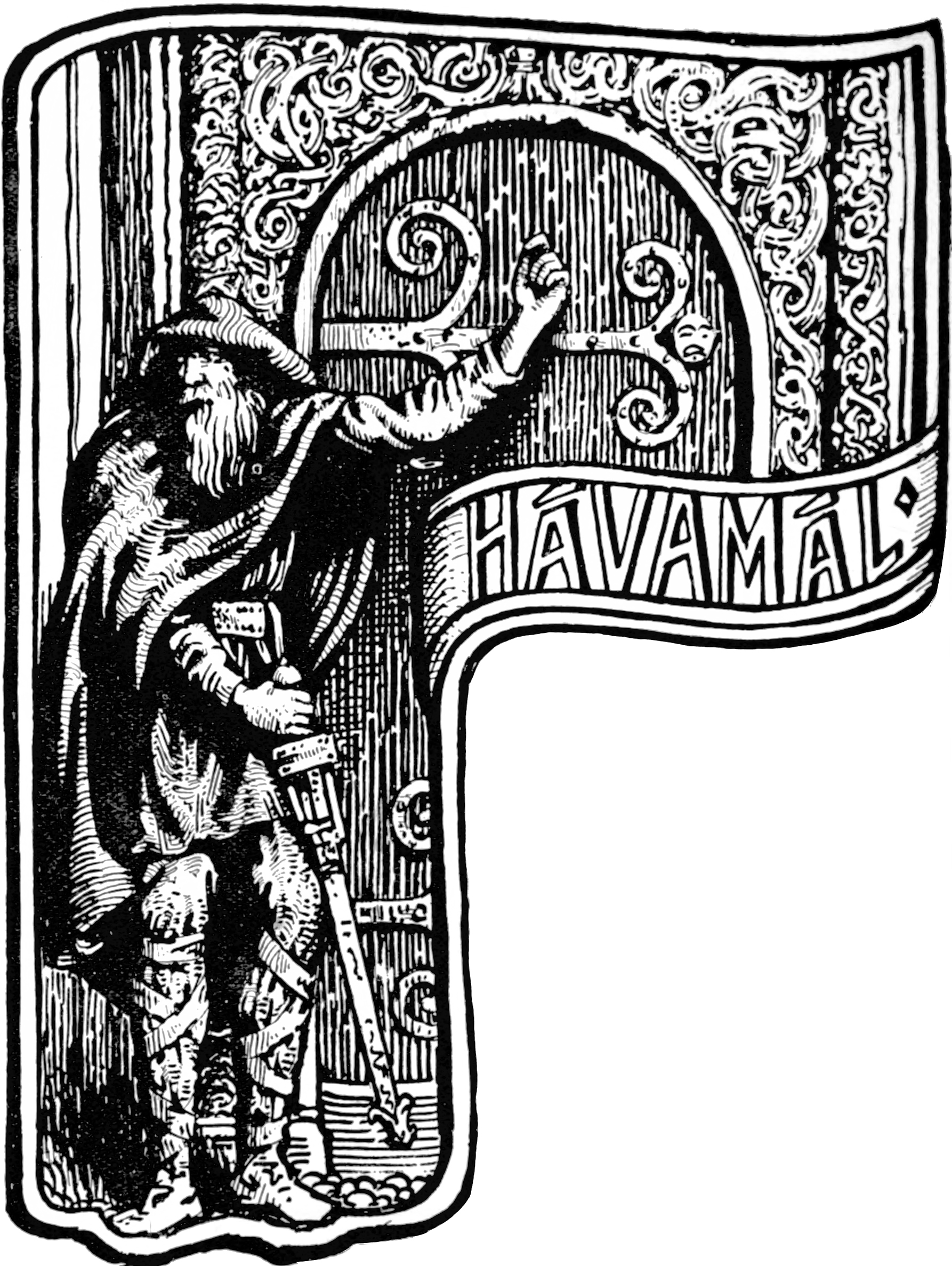
"غريبٌ على الباب" - رسمة تصويرية لإحدى قصص الهاومال (1908)

للهاومال وزن موسيقيّ قصصيّ، إذ تقص الأبيات قصصا عن الحكمة والفلسفة أو الأمور الواقعية. من بعد الهاوَمال، تتبع الرونَتال، أي حكاية الرون، تقص قصة حصول أودن على الأبجدية الرونية، ومن بعدها الليوذَتال، أي حكاية الأشعار، وهي سلسلة من التعاويذ السحرية.
يُترجم الاسم هاوَمال على أنه «أقاويل العَليّ (عالي الجناب)» أو «أقاويل الأعور» (أو ذي العين الوحدة، وهو أودن).

## محتوياتها

### الضيف
إنَّ المصدر الوحيد المتبقي للهاومال هو سفر الملك، ويعتبر اليِستَثاتر (Gestaþáttr), أي قسم الضيف، أقدم أجزاءها. الأبيات من الأول حتى الـ79 تتناول أمثالا سائرة وآداب التصرف عندما تحلُّ ضيفا على حدا أو في السَفَر، وتركز على الآداب والعلاقة ما بين الضيف والمضيف وحسن المعروف وإكرام الضيف.

في المقطع الأول، ترد النصيحة الآتية:
عندَ كُلِّ مَدخَلِ، قَبلَ أن تَدخُلَ،
راقِبِ وترصد،
فإنَّكَ لا تدري أين يقبع أعدائك،

قبلك في الإيوان
أشهر مقاطع اليستثاتر هو المقطع الـ77 إذ يروي:
تموت القطعان،
ويموت الأهلون،
وأنت نفسك تموت،
إلا شيء واحدا،
فهو أبدا لا يموت:

أعمال صالحة لرجل قد مات.

### النساء

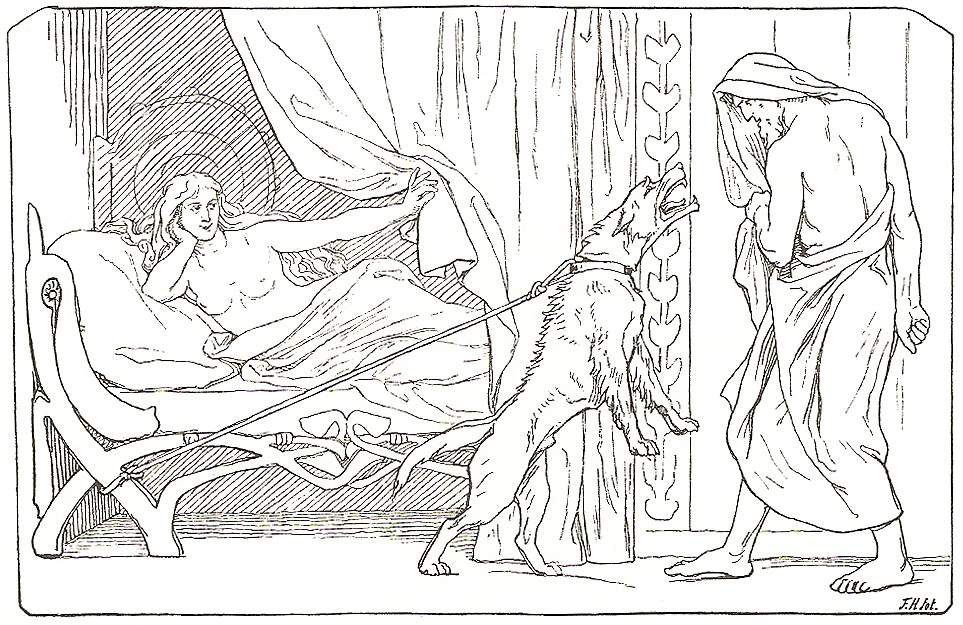
ابنت بلجر تشاهد أودن وهو يتصدى لكلبتها المربوطة إلى سريرها

تتحدث المقاطع الـ83 حتى الـ110 عن الحب والغرام وشخصيات النساء. تفتح المقطوعات بنقاش عن غدر النساء وخيانتهن، ونصائح لإغوائهن في المقاطع التالية من الـ84 حتى الـ95, ومن ثم تروي قصص أودن مع بعض النساء بما يعرف بـ«أمثال أودن» أو «مغامرات أودن الغرامية». أولى تلك المغامرات كانت محاولة أودن الفاشلة بإغواء بنت لرجل يدعى بِلِنجَر، وبعدها قصة خمر الشعراء وهو خمر من العسل يجعل شاربه شاعرا مثقفا، الذي فاز به أودن بإغواء حارسته البتول جُنلوذ (Gunnlöð) في المقاطع 103-110.

### آثار لُدفافنِر
آثار لدفانر، أي أعماله ومواعظه (Loddfáfnismál, ولُدفافنر تعني الشاعر التائه) هي المقاطع الـ111 حتى الـ138, وهي تتناول الأحكام والأمثال عن الأخلاق الحسنة والآداب وحسن السلوك.

### رونَتال: حكاية الرون
الرونتال، أو قصيدة أودن عن الرون، وهي المقاطع من 139 حتى 146. تتحدث هذه الأبيات من الهاوَمال عن قصة حصول أودن على الأحرف الرونية، ويسرد أودن في المقطعين الـ139 والـ140 عن تضحيته بنفسه لنفسه:

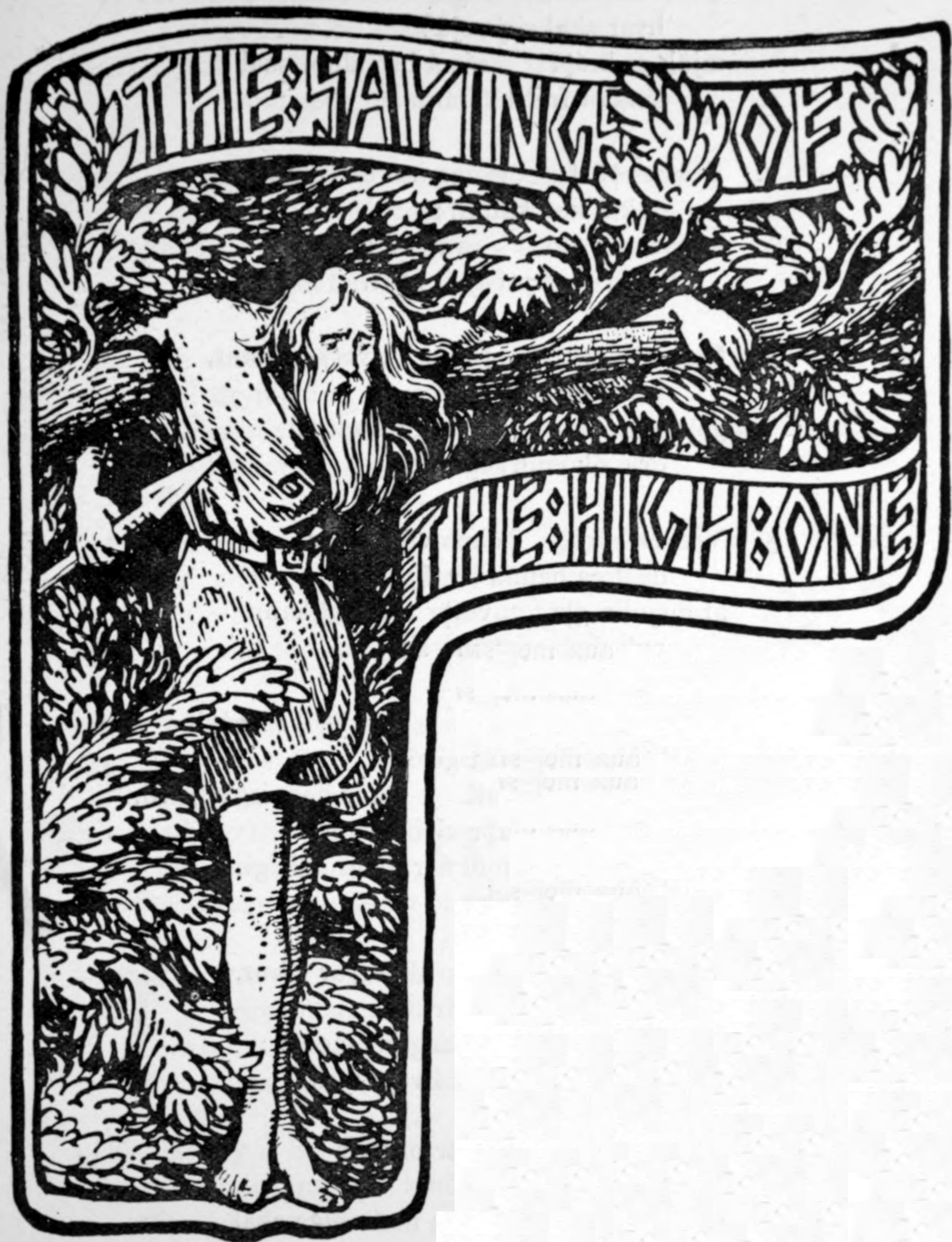
"تضحية أودن بنفسه لنفسه"

أدري أنَّني معلَّقٌ على شجرة تذروها الرياح
تسعَ ليالٍ طوال،
مجروحاً برُمح، مُقَرَّباً إلى أوذن،
نفسي إلى نفسي،
على تلك الشجرة التي لا يدري بشرٌ أين تمتد جذورها
لا خبزَ أعطوني ولا شراباً في قرن،
إلى الأسفل مُحدِّقاً،
ثمّ استخرجت الرون،
استخرجتها صارخاً،

وثُمَّ هويتُ من هناك
غالبا ما تُنسب تلك الشجرة المذكورة إلى شجرة الإجدرَسِيل وهي شجرة الكون التي تحيط وتوصل العوالم التسع وفق الأساطير النوردية، وتقابل هذه القصة قصة الصلب كما روتها ألأناجيل: تضحية بإلهٍ إلى نفسه، وتعليق الأضحية على شجرة (خشب), والطعنة بالرمح. التقابل ما بين تضحية أودن والمسيح يرد في وقت تعايش فيه الوثنيون مع المسيحيين في إسكندناوة، ويرى بعض في هذا التشابه محض صدفة في التصوير الإنساني للقرابين البشرية بينما يرى آخرون فيها تأثر الوثنية من المسيحية إو المسيحية من الأخرى.

### ليوذَتال: الأشعار
القسم الأخير من الهاومال هو الليوذتال، أي حكاية الأشعار، وكلمة «ليوذ» (ljóð) ذاتها تعني تعويذة أو رُقية سحرية. يتفتتح هذا القسم بالأبيات التالية:
الأشعار التي أعرفها أنا،
التي لا تعرفها زوجات الملوك،
ولا رجالٌ أبناء رجال

- المقطع 147
لا يرد ذكر التعاويذ نفسها لكن يرد ذكر استعمالاتها وتأثيراتها، ويحصى في هذا القسم 18 منها. في القصيدة الـ12 (المقطع 158) يرد ذكر سحر الرون (أي استخدام الأحرف الرونية) في قصة تعلق أودن من الشجرة:
هكذا أكتب

وألوّن الرون